# Aldebaran (torpilleur)
Pour les articles homonymes, voir Aldebaran.
Le Aldebaran (fanion « AL ») était un torpilleur italien de la classe Spica - type Perseo lancé en 1936 pour la Marine royale italienne (en italien : Regia Marina). 

## Conception et description
Les torpilleurs de la classe Spica devaient répondre au traité naval de Londres qui ne  limitait pas le nombre de navires dont le déplacement standard était inférieur à 600 tonnes. Hormis les 2 prototypes, 3 autres types ont été construits : Alcione, Climene et Perseo. Ils avaient une longueur totale de 81,42 à 83,5 mètres, une largeur de 7,92 à 8,20 mètres et un tirant d'eau de 2,55 à 3,09 mètres. Ils déplaçaient 652 à 808 tonnes à charge normale, et 975 à 1 200 tonnes à pleine charge. Leur effectif était de 6 à 9 officiers et de 110 sous-officiers et marins
Les Spica étaient propulsés par deux turbines à vapeur à engrenages Parsons , chacune entraînant un arbre d'hélice et utilisant la vapeur fournie par deux chaudières Yarrow. La puissance nominale des turbines était de 19 000 chevaux-vapeur (14 000 kW) pour une vitesse de 33 nœuds (61 km/h) en service, bien que les navires aient atteint des vitesses supérieures à 34 nœuds (62,97 km/h) lors de leurs essais en mer alors qu'ils étaient légèrement chargés. Ils avaient une autonomie de 1 910 milles nautiques (3 540 km) à une vitesse de 15 nœuds (27,7 km/h)
Leur batterie principale était composée de 3 canons 100/47 OTO Model 1937. La défense antiaérienne (AA) des navires de la classe Spica était assurée par 4 mitrailleuses jumelées Breda Model 1931 de 13,2 millimètres. Ils étaient équipés de 2 tubes lance-torpilles de 450 millimètres (21 pouces) dans deux supports jumelés au milieu du navire.  Les Spica étaient également équipés de  2 lanceurs de charges de profondeur et d'un équipement pour le transport et la pose de 20 mines.

## Construction et mise en service

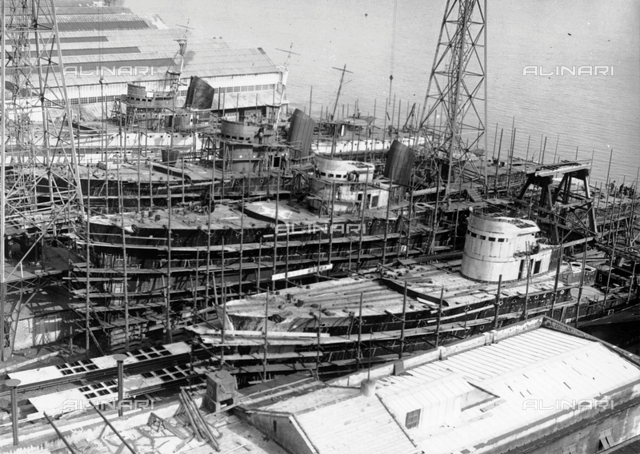
Le Aldebaran et ses navires-jumeaux Altair, Antares et Andromeda en construction en 1936

Le Aldebaran est construit par le chantier naval Cantiere navale di Sestri Ponente à Sestri Ponente en Italie, et mis sur cale le 2 octobre 1935. Il est lancé le 14 juin 1936 et est achevé et mis en service le 6 décembre 1936. Il est commissionné le même jour dans la Regia Marina.

## Histoire de service
Peu après son entrée en service, le torpilleur Aldebaran est envoyé en Sicile et dans le Dodécanèse pour des croisières d'essai
En 1937-1938, le torpilleur prend part à la guerre civile espagnole, participant à des actions visant à contrer la contrebande d'armes et de fournitures pour les troupes républicaines espagnoles.
Le 5 mai 1938, le navire participe à la grande revue navale "H" dans le golfe de Naples

### 1940
Au début de la Seconde Guerre mondiale, le Aldebaran fait partie du XIIe escadron de torpilleurs, formé avec ses navires-jumeaux (sister ships) Andromeda, Altair et Antares.
Au départ, il effectue des missions d'escorte du trafic et de surveillance anti-sous-marine, opérant principalement dans l'Adriatique et le long de la côte dalmate.
Dès le 13 juin 1940, soit trois jours seulement après l'entrée de l'Italie dans le conflit, le Aldebaran effectue une chasse anti-sous-marine dont l'issue ne peut être déterminée. Le lendemain, les quatre unités sont déployées en Adriatique.
Le lendemain, les quatre unités du XIIe escadron de torpilleurs quittent Trapani et sont envoyées à La Spezia, à la suite du bombardement de certaines villes liguriennes par une escadre navale française (Opération Vado)
Le 6 août, le torpilleur, ainsi que ses navires-jumeaux Pleiadi, Cigno et Cassiopea, escortent les croiseurs Alberico Da Barbiano et Alberto da Giussano et les destroyers Pigafetta et Zeno engagés dans la pose de barrages de mines dans les eaux au large de Pantelleria
Dans la nuit du 5 au 6 septembre 1940, le Aldebaran effectue la pose d'un champ de mines au large de La Valette avec des unités sectionnelles
Entre le 31 octobre et le 1er novembre, le Altair, le Andromeda, le Antares et le Aldebaran sont censés soutenir les "Forces navales spéciales" dans les opérations de débarquement à Corfou, mais ce débarquement est annulé peu après que les navires ont quitté la base. Les troupes embarquées sur les péniches de débarquement (deux vieux croiseurs, autant de vieux destroyers, onze vieux torpilleurs, quatre croiseurs auxiliaires, trois navires de débarquement et quatre MAS (Motoscafo Armato Silurante)) sont transportées par ces derniers à Vlora
De novembre 1940 à avril 1941, le Aldebaran opère en Albanie et (plus occasionnellement) en Libye, sous le commandement du capitaine de corvette (capitano di corvetta) Antonio Giungi, qui sera décoré d'une médaille de bronze de la valeur militaire pour ses actions durant cette période,

### 1941
Le 27 janvier 1941, à 8h30, le navire appareille de Palerme pour escorter les navires à vapeur Motia et Delfin à Tripoli. Trois jours plus tard, le 30 janvier à 17 heures, le convoi, à la position géographique de 32° 55′ N, 12° 41′ E (environ trente milles nautiques (55 km) au nord de Zawiya), est attaqué sans succès par le sous-marin britannique HMS Upholder (P37). Le Aldebaran chasse alors le sous-marin ennemi avec des grenades sous-marines, mais sans succès,,,. Le convoi arrive à destination à neuf heures du soir le même jour.
Le 9 février à 18h30, le Aldebara quitte Tripoli pour escorter les transports de troupes Esperia, Conte Rosso, Marco Polo et Calitea (escortés, en plus du torpilleur, par les destroyers Freccia, Tarigo et Saetta) jusqu'à Naples en vue de leur retour en Italie. Le même jour, le convoi est attaqué par le sous-marin britannique HMS Truant (N68) au large de Tripoli, mais il n'est pas endommagé. Alors que le reste du convoi arrive au port à 9h30 le 12 février, le Aldebaran et le Calitea arrivent avec un jour de retard.
Le 24 février, l'unité escorte de Naples à Tripoli, avec les destroyers Saetta, Baleno, Geniere et Camicia Nera et le torpilleur Orione, les transports de troupes Marco Polo, Conte Rosso, Esperia et Victoria,. Comme escorte indirecte s'ajoutent les croiseurs légers Diaz et Bande Nere et les destroyers Ascari et Corazziere. Le lendemain, le sous-marin britannique HMS Upright (N89) torpille le Diaz, qui coule à la position géographique de 34° 33′ N, 11° 45′ E, entraînant avec lui la plupart de son équipage,.
En mai, le Aldebaran participe aux opérations d'occupation de la Crète (Opération Merkur) par les Forces de l'Axe.
Le 3 octobre, l'unité quitte Thessalonique pour escorter au Pirée, avec les vieux torpilleurs Monzambano et Calatafimi, un convoi composé du pétrolier Torcello et du vapeur français Teophile Gautier,. Cependant, à 18h40 le jour suivant, le sous-marin britannique HMS Talisman (N78) lance une torpille contre le Gautier. La torpille réussit à atteindre son objectif et le navire marchand coule à la position géographique de 37° 51′ N, 24° 35′ E.
À 1 h du matin, le 20 octobre 1941, le torpilleur appareille du Pirée pour secourir son navire-jumeau Altair qui, au cours d'une mission d'escorte de convoi, a touché une mine qui lui a arraché la proue. Cependant, alors qu'il navigue pour rejoindre l'unité endommagée, le Aldebaran, à 8h05 du même jour, heurte les mêmes mines (faisant partie d'un barrage de 50 engins posés par le sous-marin britannique HMS Rorqual (N74) le 8 octobre) et après 55 minutes angoissantes coule dans le golfe d'Athènes, à la position géographique de 37° 22′ N, 23° 52′ E,,.
Le torpilleur Aldebaran est retrouvé près de l'île de Saint-Georges (golfe d'Athènes) en février 2014 par le groupe de plongeurs d'Antonis Grafas (Grèce).

### Commandement
- Lieutenant de vaisseau (Tenente di vascello) Antonio Giungi (né à Guastalla le 19 juillet 1907) (novembre 1940 - 20 octobre 1941)

## Sources
- (it) Cet article est partiellement ou en totalité issu de l’article de Wikipédia en italien intitulé « Aldebaran (torpediniera) » (voir la liste des auteurs).